# محمد بن يوسف الزياني
محمد بن يوسف الزياني البرجي ثم الوهراني من مواليد أواخر القرن 19 م ببلدية البرج ولاية معسكر حيث موطن الأسرة، وهي من الأسر العلمية والسياسية التي كانت تتولى الوظائف في العهد العثماني، ومنها عمه أحمد بن يوسف الزياني الذي كان من العلماء المستشارين عند إبراهيم الملياني باي الإيالة الغربية(1756م-1771م/1170هـ-1185هـ).

## حياته
درس الزياني كغيره من شباب عصره على علماء الوقت في مدينة معسكر وغيرها من حواضر الغرب الجزائري، وقد يكون من الذين درسوا في المدارس الشرعية الفرنسية الثلاث خصوصا مدرسة تلمسان التي تأسست سنة 1850م.

## الوظائف
وبعد إنهاء فترة الدراسة تولّى الزياني عدة وظائف قضائية للفرنسيين، فقد تولى قضاء مدينة البرج ابتداء من سنة 1861م، وهذا ما تؤكده الوثيقة الرسمية التي كاتبه بها الحاكم العسكري الفرنسي للناحية، وفي سنة 1883م انتقل إلى قضاء وادي تليلات ومنها إلى قضاء مدينة سيق، فيكون بذلك الزياني قد استمر مدة طويلة في هذا الوظيف الذي حدد علاقته مع الفرنسيين لأن منصب القضاء كان منصبا سياسيا عندهم، وإنه قد عايش الحملة التي انطلقت ضد القضاء الإسلامي لإدماجه في القضاء الفرنسي سيما عقد الثمانينات.
هذا ولم يكن الزياني معزولا ولا مغمورا، بل كان على علاقة مع علماء عصره مثل الشيخ علي بن عبد الرحمن الجزائري مفتي وهران الذي كاتبه سنة 1320هـ/1902م قائلا في مستهل الكتاب:
| محمد بن يوسف الزياني | محبنا الفقيه العلامة مولانا السيد ابن يوسف | محمد بن يوسف الزياني |

كما اطلع الشيخ المهدي البوعبدلي على الكثير من فتاوى الزياني وبعض التعاليق على الكتب والمراسلات مع بعض علماء البلاد.

## مؤلفاته
1. دليل الحيران وأنيس السهران في أخبار مدينة وهران[2]
2. أقوال التأسيس فيما سيقع بالمسلمين من دولة الفرنسيس

## وفاته
أما عن وفاة الزياني فإنها كانت بعد سنة 1902م بقليل، وليس سنة 1891م كما ذهب إلى ذلك صاحب معجم أعلام الجزائر، شفيعنا في ذلك الكتاب الذي بعثه مفتي وهران علي بن عبد الرحمن إلى الزياني كما ترك الزياني بنتا تعرف بالقايدة حليمة المشهورة في مدينة وهران ونواحيها

## وصلة خارجية
- محمد بن يوسف الزياني

1. ↑  al-Tuhāmī، Muṣṭafá Ibn (1995). سيرة الأمير عبد القادر وجهاده. دار الغرب الاسلامي،.
2. ↑  بوشريط أمحمد (1 فبراير 2024). "مِنْهَج التحقيق عند الشيخ المهدي البوعبدلي -دليل الحيران وأنيس السّهران في أخبار مدينة وهران- أنموذجا". مجلة المواقف.